# برايان بونير
برايان بونير (بالإنجليزية: Brian Bonner)‏ هو مهندس أمريكي، ولد في 22 سبتمبر 1959.